# IO (manga)
IO (japonsky イオ) je manga vytvořená Minatem Koiem, který je též autorem romantické mangy Ringo a školně laděné mangy Alto.
IO demograficky spadá do kategorie seinen a jsou v ní prvky romantické komedie propletené se záhadnem. IO byla publikována v časopisu Young Magazine nakladatelství Kódanša a následně zkompilována do deseti svazků. K její animované adaptaci nedošlo.

## Příběh
Děj se z valné části odehrává na Okinawě, ale navštíví také Tokio a Peru. Hlavní postavou je mladý Taijó Nakabaru, který zavítá na zmíněný ostrov v rámci školního výletu. Ihned po příletu, ale narazí na jednu ze tří sester, Šibuki, která jak se zdá, jej zná z dětství a nenávidí jej, i když on si není schopen nic vybavit. Tímto setkáním začíná dobrodružství, které vede mimo odhalení jeho vlastní minulosti, též k setkání s mnohem hlubším mysteriem obklopujícím tajemnou bílou velrybu.

## Postavy
- Taijó Nakabaru – mladý student z Tokia s tajemnou minulostí spjatou s ostrovem Zamami. Najde velkou zálibu v potápění.
- Nagisa Mijara – nejstarší ze tří sester.
- Šibuki Mijara – prostřední ze tří sester. Je nadaná v potápění – ve volném čase pracuje jako instruktorka. Zprvu má určitou nelibost k Taijóovi, ale časem její city pookřejí.
- Mio Mijara – nejmladší ze sester Mijarových, která v Taijóovi vidí staršího bratra, i když postupem času se její afektovanost vůči němu mnohem prohloubí. Trpí záhadnou nemocí.
- Christopher Hans
- Mačiko W. Kanagi